# Hans Christoph Engel

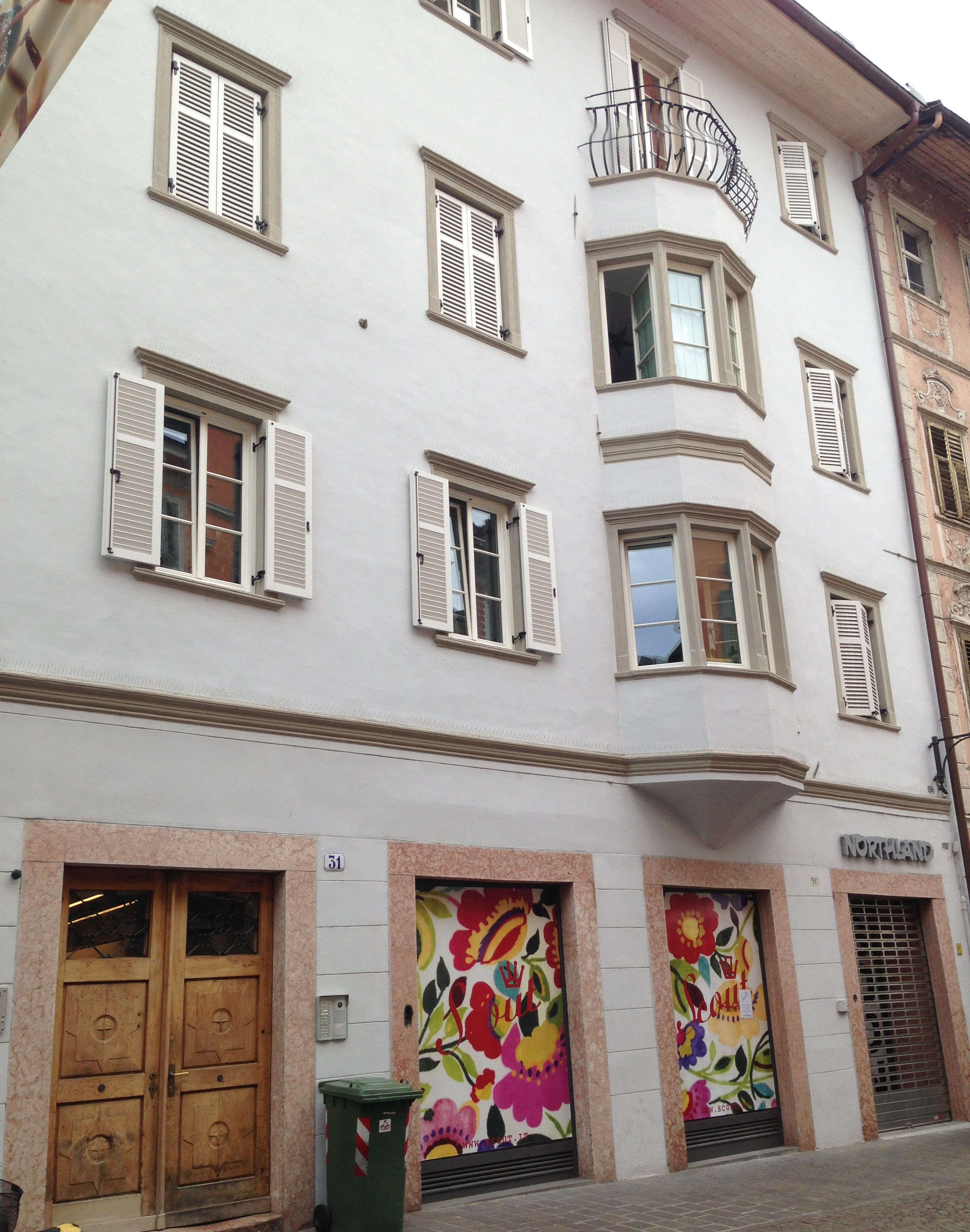
Das Haus Engelsburg in Bozen, Bindergasse 31

Hans Christoph Engel (* um 1585; † 1649 in Bozen) war ein tirolerischer Beamter, Bergrichter, Pfleger und Amtmann, der in den Adelsstand erhoben wurde.  

## Leben
Möglicherweise war er Angehöriger der Bozener Wegscheid-Familie und der Salzburger Griesschmied-Familie Eng(e)l und stammte ursprünglich aus Hohenbichl bei Terenten im Pusterthal. Seine Eltern waren Matthäus Engel und dessen Ehefrau Magdalena geb. Götsch. Seine Mutter heiratete in zweiter Ehe eine Person mit Namen Gigele. Laut Trauungsbuch der Probstei Bozen war er seit 1615 in Bozen ansässig. 1617 wirkte er als Gerichtsschreiber der Herrschaft Neuhaus, später als Bergrichter von Nals und Terlan, sowie Pfleger der Herrschaft Neuhaus und Amtmann bzw. Regent der Thun und Hohenstein. Am 7. April 1635 verlieh ihm Kaiser Ferdinand II. den Adelsstand und ein Wappen, sowie im Diplom vom 7. Januar 1636 das Prädikat "von". Am 6. September 1650 kaufte er von Karl von Küepach zwei Anwesen in der Wagnergasse (Bindergasse) in Bozen, von denen er eines in Engelsburg umbenannte. Des Weiteren erwarb er am 31. Dezember 1640 das Schloss Kampan in Kaltern. Darauf erhielt er am 26. September 1643 von der Tiroler Landesfürstin Erzherzogin Claudia das Prädikat "Engelsburg und Campan". Laut dem Totenbuch von Bozen starb er 1649 im Alter von 64 Jahren. Sein Besitz wurde unter seinen zwei Töchtern aufgeteilt. Seine älteste Tochter Anna Elisabeth erbte das Schloss Kampan in Kaltern und seine jüngste Tochter Elisabeth den Ansitz Engelsburg in Bozen. Mit ihnen ist das Geschlecht der Engel zu Engelsburg und Campan in zweiter Generation erloschen. 

## Familie
Hans Christoph Engel heiratete in zweiter Ehe am 5. Mai 1615 in Bozen Christine Waffner († vor 1629) aus Bozen, Tochter von Christoph Waffner der Ältere und der Anna geb. Portanesi († 1629). Seine erste und dritte Ehe blieben kinderlos. Aus der zweiten Ehe gingen folgende zwei Töchter hervor:  
1. Anna Elisabeth († 31. Mai 1652), heiratete Bartholomäus Franzin von Zinnenberg und Mareid († 1669)
2. Elisabeth, heiratete Jakob Schgraffer zum Munschein in Bozen